# بيرت متنزهات
بيرت متنزهات (بالإنجليزية: Bert Parks)‏ (و. 1914 – 1992 م) هو مغن، وممثل من الولايات المتحدة الأمريكية . ولد في أتلانتا، جورجيا .
توفي في لاهويا .بسبب سرطان الرئة .

## روابط خارجية
- بيرت متنزهات على موقع IMDb (الإنجليزية)
- بيرت متنزهات على موقع ميوزك برينز (الإنجليزية)
- بيرت متنزهات على موقع قاعدة بيانات برودواي على الإنترنت (الإنجليزية)
- بيرت متنزهات على موقع إن إن دي بي (الإنجليزية)
- بيرت متنزهات على موقع قاعدة بيانات الفيلم (الإنجليزية)